# شنگ‌زباد
شنگ‌زباد (نام علمی: Cynogale bennettii) نام یک گونه از تیره زبادان است.